# Made in Chelsea
Made in Chelsea est une télé-réalité scénarisée anglaise diffusée sur la chaine E4.